# Mastoplàstia d'augment
La mastoplàstia d'augment o mamoplàstia d'augment és una tècnica de cirurgia estètica que utilitza implants mamaris i tècniques de mamoplàstia d'empelt de greix per augmentar la mida, canviar la forma i alterar la textura dels pits d'una dona. La mamoplàstia d'augment s'aplica com a cirurgia plàstica per corregir defectes congènits dels pits i de la paret toràcica.
El procés emprat en l¡intervenció quirúrgica es basa en crear un augment esfèric de l'hemisferi mamari, mitjançant un implant mamari ple de solució salina o de gel de silicona; també es fa servir la transferència de greixos (amb empelts de teixit adipós, extrets del cos de la dona) que augmenten la mida i corregeix els defectes del contorn de l'hemisferi mamari.
En un procediment de reconstrucció mamària, de vegades es col·loca un expansor de teixit (un dispositiu temporal d'implantació mamària) i s'infla amb solució salina per preparar (donar forma i ampliar) el lloc receptor (butxaca de l'implant) per rebre i acomodar l'implant mamari.
En la majoria dels casos d'augment de mama d'empelt de greix, l'augment és de volum modest, donat el límit fisiològic permès pel cos humà.